# Palata
Palata es una localidad y comune italiana de la provincia de Campobasso, región de Molise, con 1.873 habitantes.

## Evolución demográfica
| Gráfica de evolución demográfica de Palata entre 1861 y 2001 |
|                                                              |
| Fuente ISTAT - elaboración gráfica de Wikipedia              |